# Сахарный завод (платформа)
«Сахарный завод» (бел. Цукровы Завод) — остановочный пункт, расположенный в городе Жабинка Брестской области рядом с Жабинковским Сахарным Заводом. Недалеко от платформы располагается деревня Стеброво.
Железнодорожная платформа находится между станцией Жабинка и платформой Нагораны.